# Incendie de l'usine Triangle Shirtwaist

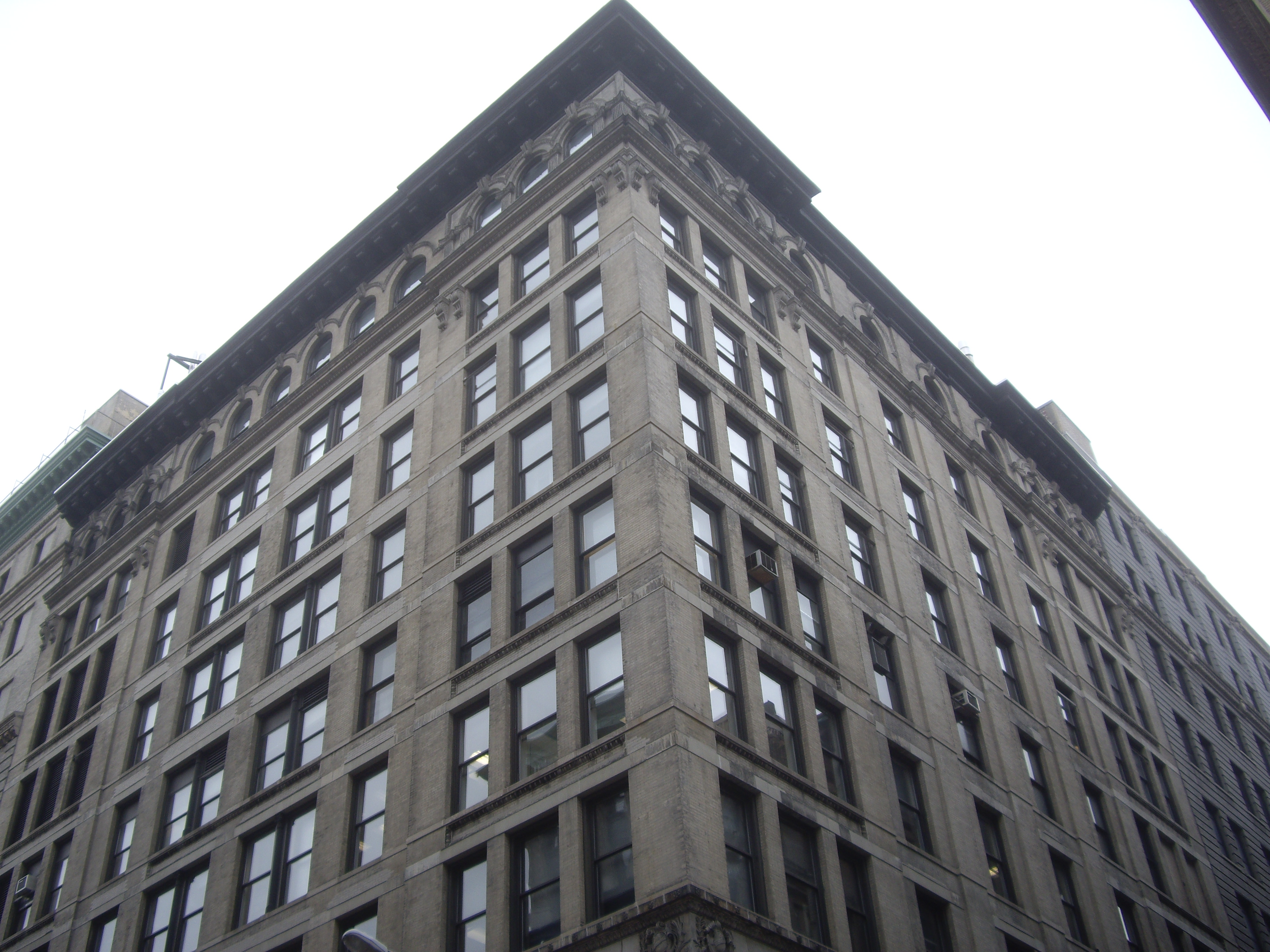
L'immeuble de nos jours.

L’incendie de l'usine Triangle Shirtwaist le 25 mars 1911 à New York est l'une des catastrophes industrielles les plus meurtrières de l'histoire de la ville. Le bilan fait état de 146 mortes et 71 blessées.

## Contexte et bâtiment
Le bâtiment ayant pris feu est le Asch Building, maintenant connu sous le nom de Brown Building (en), donnant sur le Washington Square Park. Ce bâtiment où travaillaient des ouvrières, était géré par Max Blanck et Isaac Harris.
Les gérants souhaitaient contrôler les sorties des ouvrières et éviter d'éventuels vols. Les ouvrières étaient ainsi fouillées à l'issue de leur journée de travail par les contremaîtres. Pour améliorer les contrôles, l'un des accès de la fabrique qui se situait aux trois derniers étages (les 8e, 9e et 10e), avait été fermé.

## Déroulement
Le feu s'est déclaré vers cinq heures de l'après-midi au huitième étage. 
Le feu s'est produit dans les trois étages supérieurs du bâtiment. Le feu s'est notamment répandu avec les copeaux de coton fin, dentelles et autres garnitures trainant au sol. Le propriétaire des lieux s'en était tenu au minimum obligatoire en matière de normes incendie. Le feu a vraisemblablement été déclenché par une cigarette jetée au sol. Les seaux présents pour éteindre les incendies ne contenaient que très peu d'eau et certains étaient vides.

## Bilan et conséquences
L'incendie a causé la mort de 146 travailleuses de l'usine de confection et provoqué 71 blessées, essentiellement originaires du Sud de l’Italie ou d'ascendance juive européenne. Elles moururent par asphyxie, brûlées vives ou par défenestration. 
L'onde de choc sociale occasionnée par la catastrophe a suscité directement ou indirectement l'émergence de la plus grande œuvre législative à caractère social de l'histoire new-yorkaise et américaine en général, s'agissant notamment de l'amélioration des normes de sécurité dans les usines.
L'Asch Building est désormais un bâtiment lié à l'université de New York, et désigné en tant que National Historic Landmark.
Cet incendie est à l'origine de la volonté de disposer de moyens pour faire face aux incendies, tels que la présence d'escaliers de secours encagés dans de la maçonnerie, ou l’installation de gicleurs (ou sprinkleurs).

### Notices dans des encyclopédies et manuels de références
- (en-US) Gus Tyler, Look for the Union Label : History of the International Ladies' Garment Workers' Union, Armonk, Etat de New York, M.E. Sharpe & Routledge, 31 mai 1995, 340 p. (ISBN 9781563244094, lire en ligne), p. 86-97,

### Essais
- (en-US) John F. McClymer, The Triangle Strike and Fire, Fort Worth, Texas, Harcourt Brace College Publishers, 5 novembre 1997, 210 p. (ISBN 9780155038189, lire en ligne),
- (en-US) Suzanne Lieurance, The Triangle Shirtwaist Fire and Sweatshop Reform, Berkeley Heights, New Jersey, Enslow Pub., 1er février 2003, 136 p. (ISBN 9780766018396, lire en ligne),
- (en-US) Donna Getzinger, The Triangle Shirtwaist Factory Fire, Greensboro, Caroline du Nord, Morgan Reynolds Pub, 1er juin 2008, 136 p. (ISBN 9781599350998, lire en ligne)
- (en-US) Jo Ann E. Argersinger, The Triangle Fire : A Brief History with Documents, Boston, Massachusetts, Bedford/St Martin's (réimpr. 2016) (1re éd. 2009), 164 p. (ISBN 9781319048853, lire en ligne),
- (en-US) Katie Marsico, The Triangle Shirtwaist Factory Fire : Its Legacy of Labor Rights, New York, Marshall Cavendish Benchmark, 1er septembre 2009, 120 p. (ISBN 9780761440277, lire en ligne),

### Articles
- (en-US) Arthur F. McEvoy, « The Triangle Shirtwaist Factory Fire of 1911: Social Change, Industrial Accidents, and the Evolution of Common-Sense Causality », Law & Social Inquiry, Vol. 20, No. 2,‎ printemps 1995, p. 621-651 (31 pages) (lire en ligne ),
- (en-US) Amy Kolen, « Fire », The Massachusetts Review, Vol. 42, No. 1,‎ printemps 2001, p. 13-36 (24 pages) (lire en ligne ),
- (en-US) Richard A. Greenwald, « "The Burning Building at 23 Washington Place": The Triangle Fire, Workers and Reformers in Progressive Era New York », New York History, Vol. 83, No. 1,‎ hiver 2002, p. 55-91 (37 pages) (lire en ligne )
- (en-US) Daniel Sidorick, « The "Girl Army": The Philadelphia Shirtwaist Strike of 1909-1910 », Pennsylvania History: A Journal of Mid-Atlantic Studies, Vol. 71, No. 3,‎ été 2004, p. 323-369 (47 pages) (lire en ligne ),
- (en-US) Robert & Marilyn Aitken, « The Triangle Fire: Tragedy, Trial, and Triumph », Litigation, Vol. 36, No. 3,‎ printemps 2010, p. 53-56 (4 pages) (lire en ligne ),
- (en-US) Peter Dreier & Donald Cohen, « The Fire Last Time: Worker Safety Laws after the Triangle Shirtwaist Fire », Race, Poverty & the Environment, Vol. 18, No. 1,‎ 2011, p. 30-33 (4 pages) (lire en ligne ),
- (en-US) Heather Pool, « The Politics of Mourning: The Triangle Fire and Political Belonging », Polity, Vol. 44, No. 2,‎ avril 2012, p. 182-211 (30 pages) (lire en ligne ),

### Sitographie
- (en-US) « The 1911 Triangle Factory Fire », sur Cornell University